# Младо Нагоричане
Младо Нагоричане (Младо Нагоричане, Младо Нагоричино) је насеље у Северној Македонији, у северном делу државе. Младо Нагоричане припада општини Старо Нагоричане.
У атару села Младо Нагоричане налази се споменик на Зебрњаку, спомен-костурница на месту Кумановске битке из Првог балканског рата.

## Географија
Младо Нагоричане је смештено у северном делу Северне Македоније. Од најближег града, Куманова, село је удаљено 8 km источно.
Село Младо Нагоричане се налази у историјској области Средорек, у долини реке Пчиње, на око 380 метара надморске висине. Изнад села се диже планина Рујен са врхом Зебрњак.
Месна клима је континентална.

## Прошлост
Младо Нагоричане је историјски важно и знаменито место српског народа, код којег се остварила велика српска победу - добила славна и величанствена Кумановска битка 1912. године, којом је решен Први балкански рат, поразом Турске. Чета српских комита под командом легендарног Војводе Вука, својим бомбашким нападом увела је Младо Нагоричане, у кумановску одсудну битку. Дана 10. октобра 1912. године водио се жесток српско-турски бој у Младом Нагоричану. Најжешће је било на Пркином вису. Било је облачно, киша је лила, док се разлегала пушчана и топовска ватра. Тежиште кумановске битке било је на Младом Нагоричану, а најжешћу ватру имао је да издржи 18. пук. Најгоре су прошле две његове чете којима су командовали Љутомир Ђорђевић и тешко рањени Павле Јуришић Штурм. Погинуло је много српских официра и комитски војвода Доксим Михаиловић.
После Првог светског рата у Младом Нагоричану су редовно одржавани помени и парастоси храбрим јунацима, који су положили своје животе за слободу. Неговала се успомена и пијетет према жртвама. Долазили су ту бројни поклоници и посетиоци - туристи да одају своју пошту.
У Младом Нагоричану је 1924. године била стара мала средњовековна православна црквица, посвећена Св. Ђорђу, задужбина неког српског властелина. Код црквице је било до 1937. године сахрањено око 350 бораца (у војничком гробљу), који су затим пренети у изграђени Зебрњак. Нова је била велика модерна школска зграда, са великом мермерном спомен-плочом на којој је писало: "Народна школа младонагоричанска, Споменик изгинулим ратницима 1912. године". Била је то по свему српска "школа - споменик". Учионице су биле на спрату, простране и светле, а у приземљу је радила ђачка трпезарија и једно мало купатило. Краљ Александар је најбољем ученику, ратном сирочету Милану Денковићу, када је посетио том приликом школу дао 1000 динара, као награду.
Индустријалац Јанко Ђинђиновић, држао је камени мајдан (каменолом) у Младом Нагоричану, до 1926. године.
Иницијативом Јована Тришића основано је 1930. године у Младом Нагоричану Соколско друштво. Вођа истог патриотског друштва постао је Методије Балкански.
Градила се од 1932. године спомен-капела изгинулим српским војницима, током Балканског рата 1912. године у Младом Нагоричану. Био је то пројекат архитекте Владимира Антонова из Београда. Замисао је да над подрумом костурницом буде капела а изнад ње високи звоник. На улазу са обе стране изнад степеништа стојали би кипови два српска војника. Освећење је обављено 1936. године.

## Становништво
Младо Нагоричане је према последњем попису из 2002. године имао 1.292 становника и највеће је насеље у општини.
Огромна већина становништва у насељу су етнички Македонци (98%), а остатак су махом Срби.
Претежна вероисповест месног становништва је православље.